# Томаш Колодзейчак
Томаш Колодзейчак (пол. Tomasz Kołodziejczak, 13 жовтня 1967, Варшава) — польський письменник-фантаст, видавець фантастики, публіцист та художник. Також він працює у виданнях, пов'язаних із виданням фантастики, комп'ютерних ігор та коміксів. У 90-х роках ХХ століття Колодзейчак також був активним учасником польського фандому.

## Біографія
Томаш Колодзейчак народився у Варшаві. Він навчався у VI загальноосвітньому ліцеї імені Тадеуша Рейтана, а після здобуття середньої освіти навчався у Варшавській політехніці на факультеті точної механіки. Під час навчання у виші грав у баскетбол у ІІІ польській лізі в команді «АЗС Політехніка Варшавська».
У 1985 році Томаш Колодзейчак розпочав літературну діяльність, опублікувавши в журналі «Przegląd Techniczny» оповідання «Лялечки» (пол. Kukiełki). Він є автором близько двох десятків оповідань та 6 романів, найвідомішим з яких є «Кольори штандартів» (пол. Kolory sztandarów), який вийшов друком у 1996 році, за який письменник отримав премію імені Януша Зайделя. Останні романи письменника «Чорний горизонт» (пол. Czarny Horyzont) і «Білий редут» (пол. Biała Reduta), а також збірка оповідань «Червона імла» (пол. Czerwona mgła), входять до циклу «Остання Річ Посполита» (пол. Ostatnia Rzeczpospolita), в якому описується один із варіантів майбутнього Землі із вторгненням іншопланетних завойовників, причому на планеті відбувається також зміна фізичних законів. Томаш Колодзейчак також є автором коміксів, а також рольової гри «Зона смерті» (пол. Strefa śmierci), опублікованій у журналі «Magia i Miecz». Романи та оповідання письменника перекладені англійською, чеською, литовською та російською мовами. Колодзейчак був членом літературного об'єднання «Клуб Тфорциф» (пол. Klub Tfurcuf).
Томаш Колодзейчак також є сценаристом коміксів, за його сценаріями малювали комікси такі польські художники як Збігнев Каспшак, Матеуш Скутник, Пшемислав Трусцінський, Вікар. У 2008 році вийшов друком його повнометражний комікс для дітей «Дарлан і Горвази — Золотий Кур» (пол. Darlan i Horwazy – Złoty Kur) із малюнками Кшиштофа Копеця.
Томаш Колодзейчак також друкував свої поетичні твори в альманахах «Poezja» і «Poezja dzisiaj». У 2018 році вийшла друком його поетична збірка «Білі зіниці» (пол. Białe źrenice).
Томаш Колодзейчак працював редактором, публіцистом і видавцем у низці польських фантастичних журналів, зокрема «Voyager», «Fenix», «Świat Komiksu», «Nowa Fantastyka», «Kaczor Donald» і «Magia i Miecz». Він також брав участь у створенні телевізійних та радіопрограм, присвячених фантастиці. Колодзейчак також є автором передмов та післямов до низки книжок, збірок фантастики та коміксів. З 1995 року він співпрацює як видавець коміксів з видавництвом «Egmont Polska». У 1995—2004 роках Колодзейчак був головним редактором дитячих журналів «Kaczor Donald», «Witch», «Gigant», а з 1998 року він є керівником імпринту в Польщі видавництва «Клуб світу коміксів».
Томаш Колодзейчак є відомим діячем польського фандому, неодноразово організовував конвенти. Саме як видавець і організатор конвентів він отримував премію «Шльонкфа» — у 1991 році як видавець журналу «Voyager» та в 2002 році як видавець «Egmont» і «Клубу світу коміксів», а в 1995 році він отримав премію як Фан року за організацію конвентів «Субота з фантастикою» (пол. Sobota z Fantastyką). Він також є лауреатом премії «імені татка Хмеля» та премії імені Януша Христи за заслуги за створення польських коміксів.
У 2010 році Томаш Колодзейчак нагороджений відзнакою «За заслуги перед польською культурою». У 2013 році за заслуги в розвитку культури та заслуги у збереженні пам'яті про новітню історію Польщі Томаш Колодзейчак нагороджений Золотим Хрестом Заслуги.

## Особисте життя
Томаш Колодзейчак одружений, у подружжя є дві дочки.

### Цикл «Солярний Домініон»
- До тебе повернеться похмілля (пол. Wrócę do ciebie kacie, збірка оповідань, 1995)
- Кольори штандартів (пол. Kolory sztandarów, 1996)
- Викрадений у світла (пол. Schwytany w światła, 1999)
- Головобійці (пол. Głowobójcy, 2011)

### Цикл «Остання Річ Посполита»
- Чорний горизонт (пол. Czarny Horyzont, 2010)
- Червона імла (пол. Czerwona Mgła, збірка оповідань, 2012)
- Білий редут, т. 1 (пол. Biała Reduta, 2014)

### Інші книги
- Вибери свою смерть (пол. Wybierz swoją śmierć, 1990)
- Кров і камінь (пол. Krew i kamień, 1994)
- Пригоди лицаря Дарлана (пол. Przygody rycerza Darlana, 1997)
- Встань і йди (пол. Wstań i idź, 2015)
- Білі зіниці (пол. Białe źrenice, збірка поезії, 2018)